# Oestrus caucasicus
Oestrus caucasicus är en tvåvingeart som beskrevs av Grunin 1948. Oestrus caucasicus ingår i släktet Oestrus och familjen styngflugor. Inga underarter finns listade i Catalogue of Life.